# (7922) Violalaurenti
(7922) Violalaurenti es un asteroide que forma parte del cinturón de asteroides y fue descubierto por Henri Debehogne y Giovanni de Sanctis desde el Observatorio de La Silla, Chile, el 12 de febrero de 1983.

## Designación y nombre
Violalaurenti fue designado inicialmente como 1983 CO3. Fue nombrado por Viola Laurenti (n. 2015) quien es la primera nieta de Mario Di Martino, astrónomo del Observatorio Astronómico de Turín y colega y amigo de los descubridores.

## Características orbitales
Violalaurenti orbita a una distancia media del Sol de 3,082 ua, pudiendo acercarse hasta 2,558 ua y alejarse hasta 3,606 ua. Tiene una inclinación orbital de 14,162 grados y una excentricidad de 0,170. Emplea en completar una órbita alrededor del Sol 1976,18 días.
Los próximos acercamientos a la órbita de Júpiter ocurrirán el 14 de diciembre de 2045, el 20 de octubre de 2055 y el 26 de mayo de 2106.

## Características físicas
La magnitud absoluta de Violalaurenti es 13,15. Tiene 15,345 km de diámetro y su albedo se estima en 0,040.